# Haus im Schluh

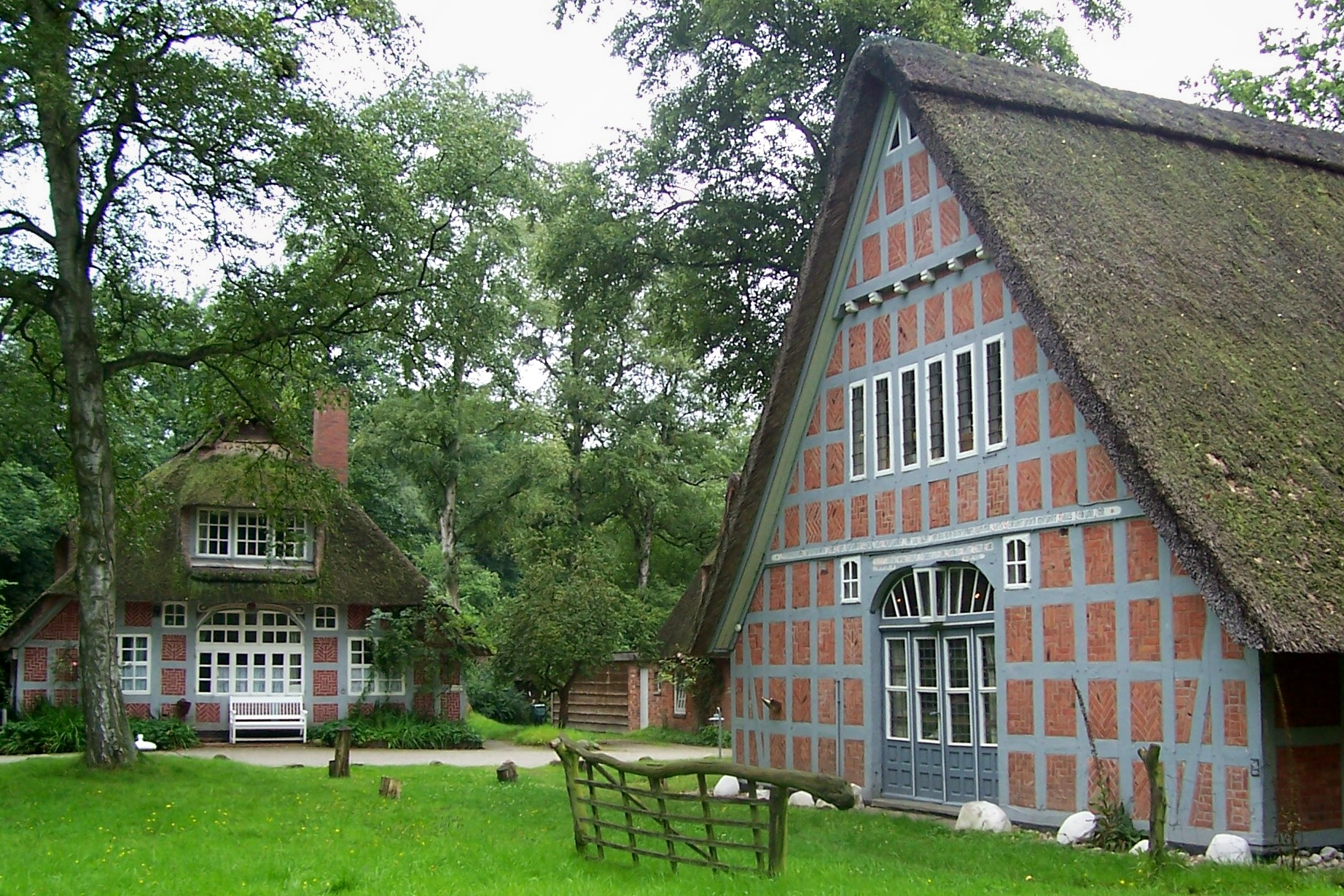
Haus im Schluh (2007)

Die Hofanlage Haus im Schluh in der niedersächsischen Gemeinde Worpswede, Im Schluh 35, 37 und 37a, stammt vom 19. Jahrhundert. Aktuell ist das Ensemble eines der vier Museen des Museumsverbundes der Künstlerkolonie Worpswede. Im Februar 2018 erhielt es das Museumsgütesiegel 2018–2024 des Museumsverbandes Niedersachsen.
Die Gebäude stehen unter Denkmalschutz.

## Geschichte und Beschreibung

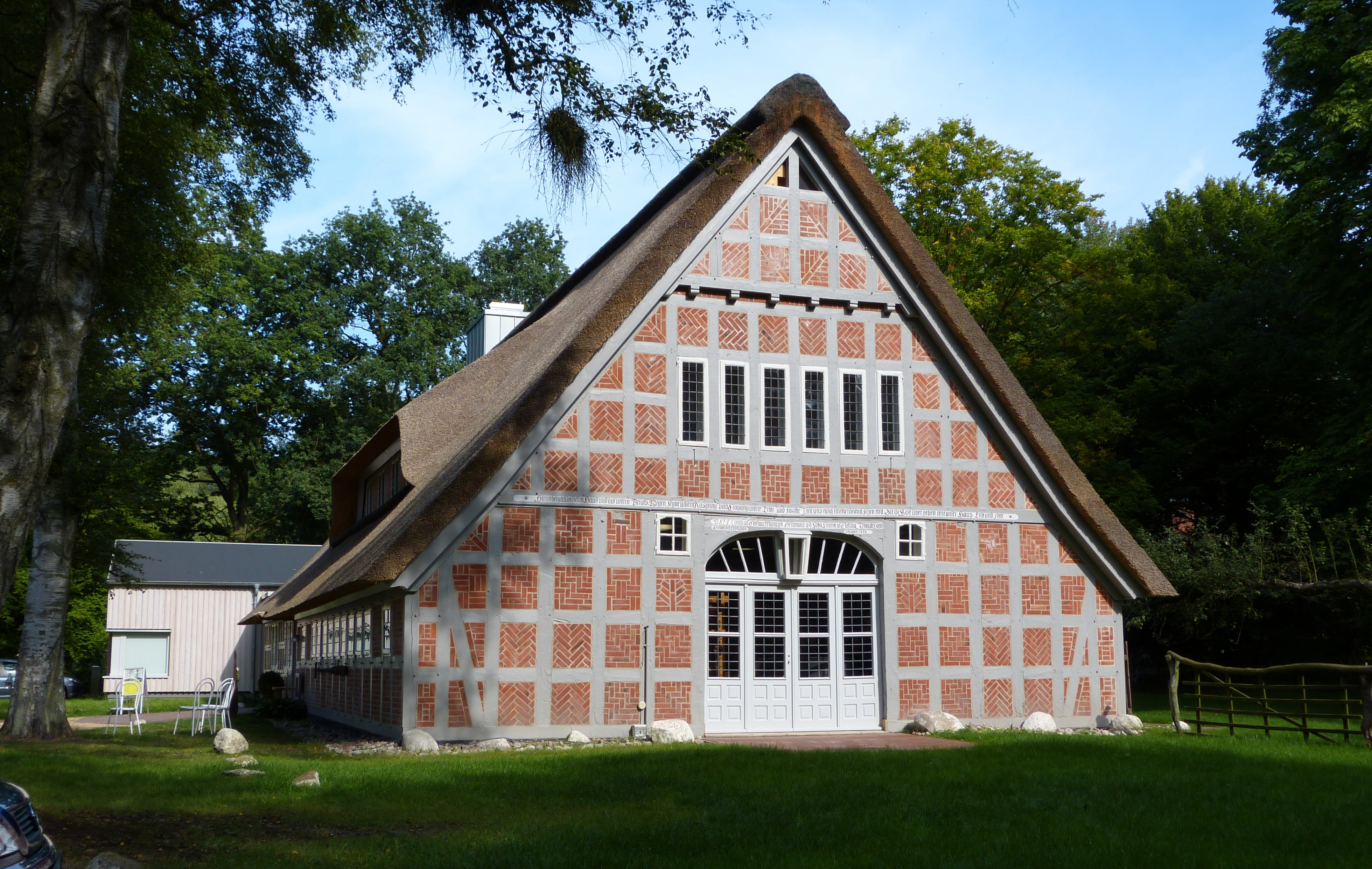
Haus im Schluh (2012)

Das Haus im Schluh (niederdeutsch im Sumpf) war ursprünglich eine Moorkate aus dem Moordorf Lüningsee. Es wurde 1920 von Martha Vogeler, der ersten Ehefrau Heinrich Vogelers, in den Schluh versetzt und mit seiner finanziellen Hilfe umgebaut. Sie verließ zu dieser Zeit den Barkenhoff und zog mit ihren drei Töchtern Marieluise, Bettina, Martha und ihrem Freund, dem Schriftsteller Ludwig Bäumer in das Haus im Schluh.

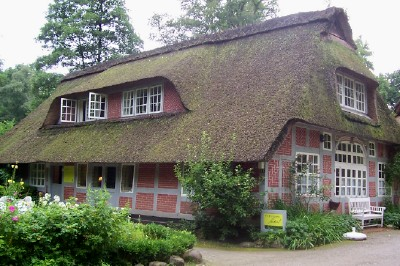
Wohnhaus

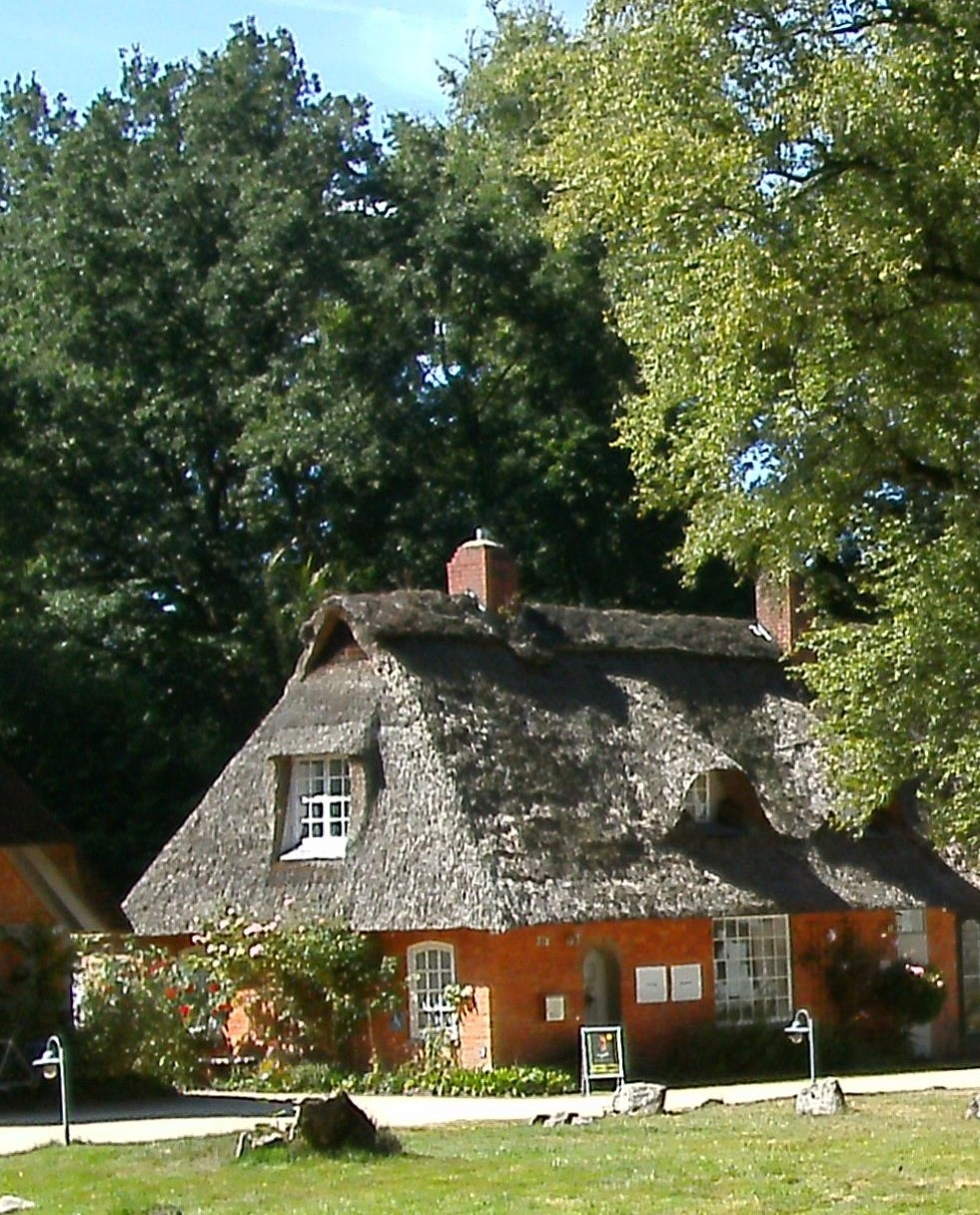
Nebenhaus Tulipan, ehem. Stall

Die Hofanlage besteht aus den drei translozierten Bauten des 19. Jahrhunderts
- dem eingeschossigen giebelständigen großen Zweiständer-Hallenhaus in Rasterfachwerk mit dekorativen Steinausfachungen, reetgedecktem Satteldach mit großer Schleppgaube und heute verglaster Grooter Door mit Korbbogen, 1850 gebaut für J. Cordes und Ehefrau Maria  (Inschrift); 1920 wurde das heutige Webhaus an den heutigen Standort umgesetzt.[2]
- dem ehemaligen eingeschossigen Stall von um 1880 in Backstein mit reetgedecktem Walmdach, Fledermausgauben, Gaube im Giebel und Uhlenloch, heute Haus Tulipan und Gästepension,[3]
- dem ehemaligen Wohn- und Wirtschaftsgebäude als Zweiständer-Hallenhaus in Fachwerk mit Steinausdachungen, reetgedecktem Krüppelwalmdach mit Gauben und Uhlenloch sowie heute verglaster Grooter Door mit Korbbogen, von um 1800 aus Grasdorf, 1937/38 umgesetzt und dann Wohnhaus von Martha Vogeler sowie Handweberei und Arbeitsbereich der Tochter Bettina, heute auch mit Ferienwohnungen.[4]

Im Wohnhaus und der Weberei bilden Möbel, Gemälde, Radierungen, Porzellan und Hausrat aus dem Barkenhoff den Hauptbestandteil der Heinrich-Vogeler-Sammlung. Wechselnde Ausstellungen zum Werk Heinrich Vogelers und kunsthandwerkliche Gegenstände aus der Region ergänzen die Sammlung. Der Kunsthistoriker Hans-Herman Rief wurde von Martha Vogeler beauftragt, die Sammlung an Dokumenten und Kunstwerken zu archivieren. 2003 wurden die Kunstsammlung und die Häuser in eine Stiftung überführt. Hier hat auch das Worpsweder Archiv seinen Ursprung, das heute im Barkenhoff ist.
Das Landesdenkmalamt befand u. a.: „… Die beiden niedersächsischen Bauernhäuser und das ehemalige Stallgebäude, die das Ensemble „Haus im Schluh“ bilden, stammten ursprünglich aus Nachbarorten …“

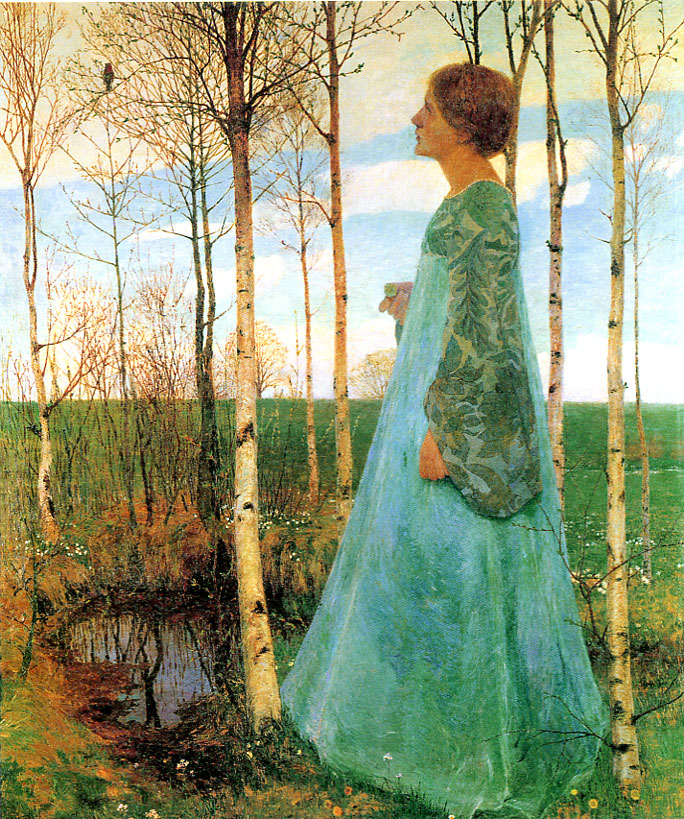
Frühling, 1897
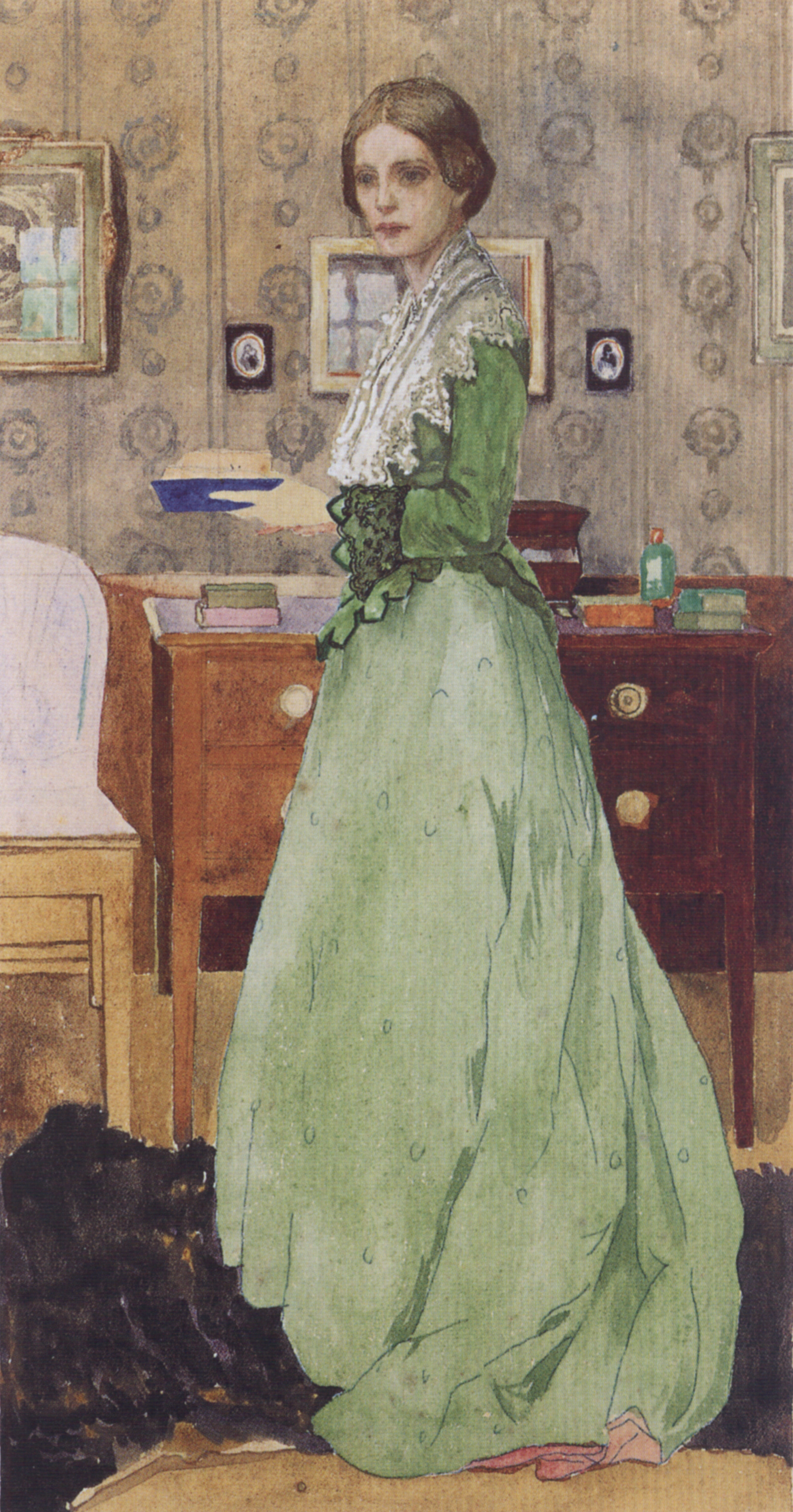
Martha Vogeler, 1901
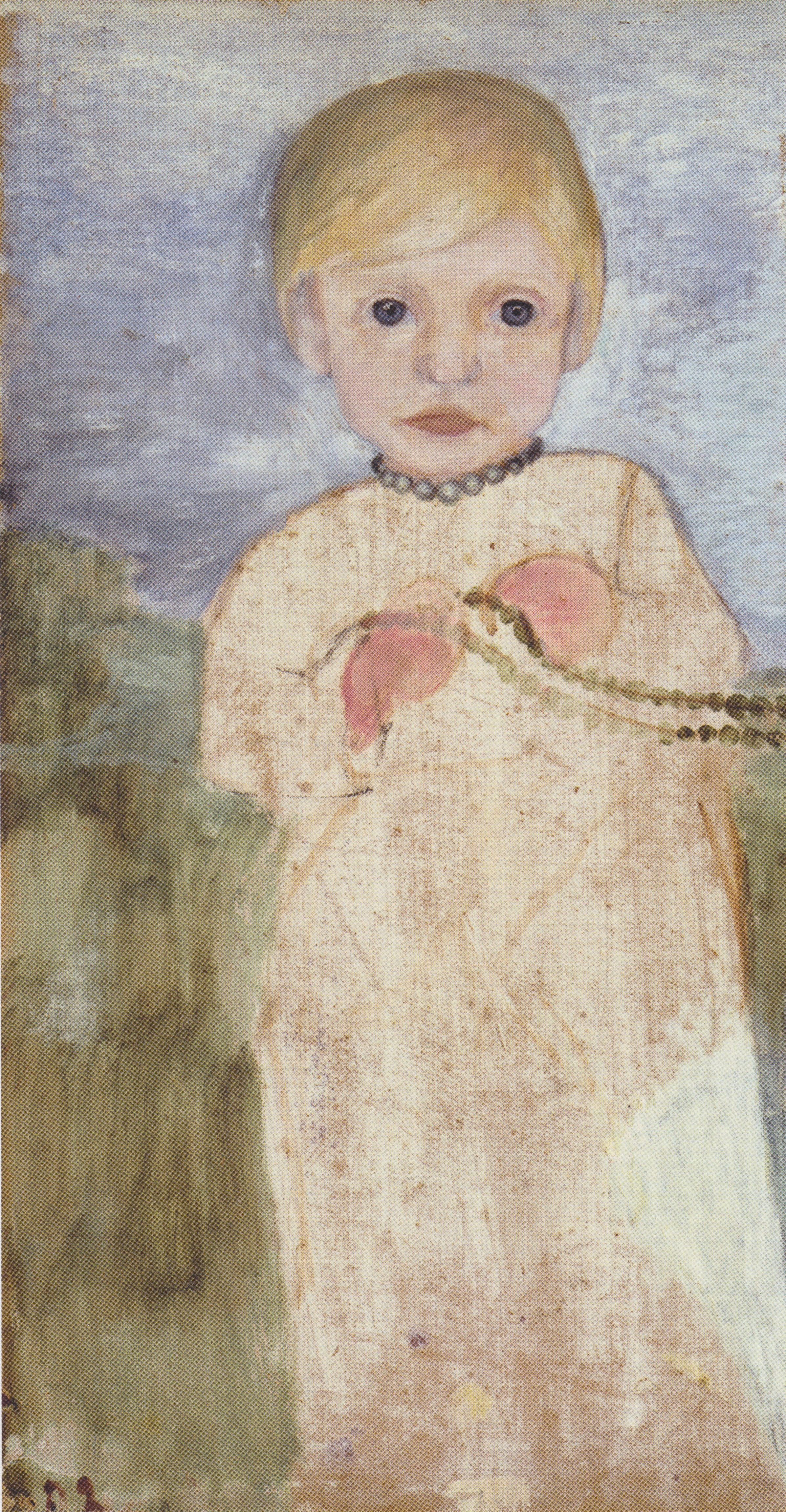
Modersohn-Becker: Mieke Vogeler, 1902

Mit dem Haus im Schluh standen in teils enger Beziehung u. a. der Maler Fritz Grotzky, der Buchhändler Reinhold Meyer, die Malerin Lisel Oppel, der Lyriker Ernst Reden, der Kunsthistoriker Hans-Herman Rief und die Schriftstellerin Ursula Ziebarth.